# Пистолетът в чантата на Бети Лу
„Пистолетът в чантата на Бети Лу“ (на английски: The Gun in Betty Lou's Handbag) е американска комедия от 1992 г. на режисьора Алън Мойл, и участват Пенелъпи Ан Милър, Ерик Тал, Уилям Форсайт, Кати Мориарти и Алфри Удард.
Премиерата на филма е на 21 август 1992 г. и разпространен от „Тъчстоун Пикчърс“ за „Интерскоуп Комюникейшънс“. Разпространен е на DVD от „Тъчстоун Хоум Ентъртейнмънт“ на 2 септември 2003 г. и на Blu-ray от „Мил Крийк Продъкшънс“ през май 2011 г.